# 海軍節 (土庫曼)
海軍節是土庫曼的法定節日。在國防部長亞伊利姆·別爾季耶夫向古爾班古力·別迪穆罕默多夫總統發出呼籲後，於2011年設立了該節日。為了紀念總統對位於土庫曼巴希郊區的軍事單位的工作訪問，該節日被定為10月9日。10月9日是土庫曼海軍成立紀念日。

## 2013年海軍節
2013年，別迪穆罕默多夫總統對巴爾幹省進行工作訪問，會見國防部軍事單位的軍官、海員和海軍學員。

## 2015年海軍節
2015年海軍節之際，別迪穆罕默多夫總統為土庫曼巴希海軍學院的新大樓舉行落成典禮。落成典禮後，他在研究所會議廳召開土庫曼國家安全委員會擴大會議。別迪穆罕默多夫宣布將在土庫曼西部地區舉行土庫曼首次海軍閱兵式。他還宣佈在裏海建立土庫曼海軍的第一個駐軍。國家安全委員會會議結束後，他前往當地海港，參加一艘新型特種戰艦的下水儀式，並觀看艦隊在港口水域的慶典遊行。國防部長別爾季耶夫也被晉升為上校將軍。